# Gonatocerus hallami
Gonatocerus hallami är en stekelart som beskrevs av Girault 1920. Gonatocerus hallami ingår i släktet Gonatocerus och familjen dvärgsteklar. Inga underarter finns listade i Catalogue of Life.